# Legalitatea monedei bitcoin după țară sau teritoriu
Statutul juridic al monedei bitcoin, precum și al celorlalte criptomonede, diferă substanțial de la țară la țară și este încă nedefinit sau în continuă schimbare în multe țări. În timp ce majoritatea țărilor nu interzic utilizarea monedelor de tip bitcoin, statutul lor de „bani” sau „valută„ variază, cu diferite implicații din punct de vedere fiscal. În timp ce unele țări au permis „explicit” utilizarea acestor monede și comerțul cu ele, altele le-au interzis sau limitat. De asemenea, diverse agenții guvernamentale, departamente și instanțe de judecată au clasificat criptomonedele în mod diferit. În timp ce acest articol prezintă statutul juridic al monedei bitcoin, aceste reglementări se extind și la alte criptomonede sau sisteme similare.

## Înregistrarea schimbului de criptomonede
- Schema URI «bitcoin:» este inclusă oficial în specificația WHATWG HTML5.[2]
- Ca abreviere, BTC latin este adesea scris în loc de „Bitcoin”. O astfel de înregistrare este similară cu codurile valutare, dar un astfel de cod nu a fost încă atribuit de standardul internațional ISO 4217. Pe 7 octombrie 2014, Fundația Bitcoin a lansat planuri de standardizare a codului pentru bitcoin. BTC contrazice sistemul adoptat în standard - pentru a denumi «bunuri globale» începând cu X (aurul are codul XAU). Varianta XBT este considerată candidată. Când te referi la BTC/XBT, înseamnă o unitate de cont, nu o rețea, un set de algoritmi sau orice altă entitate legată de acest subiect.[3][4]

## Europa

### Europa Centrală
| Țara sau teritoriul | Legalitate |
| ------------------- | --- |
| Austria             | Legal Bitcoin este legal. Deși nu este considerat a fi o formă oficială de valută, câștigurile sunt supuse legii fiscale. |
| Croația             | Legal Pe 6 decembrie 2013, Banca Națională a Croației, potrivit surselor, a realizat o discuție privind circulația monedelor digitale și a concluzionat că bitcoin nu este ilegal în Croația.:Croația |
| Cehia               | Legal Comerțul cu Bitcoin nu are nevoie de autorizare de către Banca Națională a Cehiei (2015). Bitcoin este clasificat ca fiind un bun intangibil (și nu o monedă electronică) pentru scopuri fiscal sau pentru alte legi. |
| Germania            | Legal Pe 19 august 2013, Ministerului German de Finanțe a anunțat că bitcoin este acum, în esență, o "unitate monetară" și este supusă legilor de impozitare și comercializare din țară, în sensul că achizițiile făcute cu acesta trebuie să plătească TVA, la fel ca tranzacțiile în Euro. |
| Polonia             | Legal Utilizarea de bitcoin în Polonia nu este reglementată printr-un act juridic.:Polonia |
| România             | Legal În Martie 2015, o declarație oficială a Băncii Naționale a României a menționat că „utilizarea monedelor digitale, ca metodă de plată, prezintă anumite riscuri pentru sistemul financiar”. În Octombrie 2017, Agenția Națională de Administrare Fiscală (ANAF) a declarat că lipsește un cadru legislativ în jurul bitcoin, și, prin urmare, este în imposibilitatea de a crea un regulament pentru această monedă (ceea ce presupune că nu este impozitată). În Ianuarie 2019, Romania impune taxă de 10% pe câstiguri de capital provenite din bitcoin sau alte criptomonede. Taxa se impune pentru câstiguri mai mari de 600RON intr-un an. De asemenea, cadrul legal pentru companiile care lucrează cu criptomonede este simplificat. |
| Slovacia            | Legal Banca Națională a Slovaciei a declarat că bitcoin nu are atribute juridice ale unei monede, și, prin urmare, nu este sub control național. |
| Slovenia            | Legal Pe 23 decembrie 2013, Ministerul Sloven de Finanțe a făcut un anunț care să ateste că bitcoin nu este o monedă și nici activ (contabilitate). Nu există impozit pe câștigurile de capital de pe urma bitcoin. Cu toate acestea, minarea bitcoin este impozitată iar întreprinderile ce fac comerț cu bitcoin sunt, de asemenea, impozitate. |
| Elveția             | Legal întreprinderile bitcoin din Elveția sunt supuse reglementărilor împotriva spălării banilor iar, în unele cazuri, ar putea avea nevoie de licență pentru funcționare. În 2016, orașul Zug a adăugat bitcoin ca un mijloc de plată a taxelor municipale, într-o încercare de a promova orașul ca o regiune care este deschisă tehnologiei viitorului. Căile Ferate Elvețiene (companie de stat) vinde monede bitcoin la automatele de bilete. |

### Europa De Vest
| Țara sau teritoriul | Legalitate |
| ------------------- | --- |
| Belgia              | Legal Ministrul de Finanțe a precizat că nu este necesară o intervenție a guvernului cu privire la sistemul bitcoin în momentul de față.:Belgia |
| Franța              | Legal Ministerul francez de Finanțe a emis reglementări pe data de 11 iulie 2014 referitoare la operațiunile de monedă virtuală, schimburi valutare și regim fiscal.                                                                                                 |
| Irlanda             | Legal Banca Centrală a Irlandei a menționat în parlamentul irlandez că nu reglementează monedele bitcoin.:Irlanda |
| Luxembourg          | Legal Comisia de Control a Sectorului Financiar (din fr. Commission de Surveillance du Secteur Financier) din Luxembourg a emis o comunicare în Februarie 2014, recunoscând statutul de monedă al bitcoin și al altor criptomonede.                                  |
| Țările de Jos       | Legal În 2017, monedele virtuale precum bitcoin nu se încadrează în domeniul de aplicare al legii financiare din Țările de Jos.:Țările de Jos |
| Regatul Unit        | Legal În 2017, guvernul Regatului Unit a declarat că bitcoin este reglementat și că este tratat ca o "valută" pentru cele mai multe scopuri, inclusiv TVA.:Regatul Unit Profiturile și pierderile de criptomonede sunt supuse impozitului pe câștigurile de capital. |

## America

### America de Nord
| Țara sau teritoriul        | Legalitate |
| -------------------------- | --- |
| Canada                     | Legal Bitcoin pare să fie clasificat de agenția canadiană PPSA pur și simplu ca un „activ intangibl”. Este preconizat că Bitcoin va fi în viitor reglementat conform legislației de combatere a spălării banilor și a finanțării terorismului din Canada, conform legii federale C-31, care a fost emisă în 2014. |
| Statele Unite ale Americii | Legal Trezoreria SUA a clasificat bitcoin ca o monedă virtuală descentralizată în 2013. „Comisia Americană de Schimb de Mărfuri” (eng. Commodity Futures Trading commission - CFTC) a clasificat monedele de tip bitcoin ca o „marfă” în Septembrie 2015. Conform fiscului american (IRS), bitcoin este impozitat ca fiind o „proprietate”. In Septembrie 2016, un judecător federal a concluzionat că„bitcoinii sunt pur și simplu fonduri, nimic mai mult”. |
| Mexic                      | Legal Bitcoin este legal în Mexic începând cu 2017. Acesta va fi reglementat ca un activ virtual de legea "FinTech" (financial technology). |

### America de Sud
| Țara sau teritoriul | Legalitate |
| ------------------- | --- |
| Argentina           | Legal Bitcoinii pot fi considerați bani, dar nu monedă legală d.p.d.v. juridic. Un bitcoin poate fi considerat un bun în codul civil argentinian, iar tranzacțiile cu bitcoinii pot fi reglementate prin regulamentul de vânzare a bunurilor conform codului civil.:Argentina.                                                         |
| Bolivia             | Ilegal Banca Centrală din Bolivia a emis o rezoluție în 2014 prin care interzice monedele bitcoin precum și orice altă valută care nu este reglementată de către o țară sau o zonă economică. |
| Brazilia            | Legal Monedele de tip bitcoin nu sunt reglementate, potrivit unei declarații din 2014 de Banca Centrală a Braziliei în legătură cu criptomonedele. Cu toate acestea, bitcoin este descurajat din cauza riscurilor operaționale. In November 2017 this unregulated and discouraged status was reiterated by the Central Bank of Brazil. |
| Chile               | Legal Nu există nici un regulament cu privire la utilizarea de monede bitcoin.:Chile |
| Colombia            | Legal O declarație din 26 martie 2014 de către ANAF-ul Columbian (Superintendencia Financiera de Columbia) prevede că utilizarea de bitcoin nu este reglementată. |
| Ecuador             | Ilegal Guvernul Ecuadorian a emis o interdicție privind bitcoin și alte monede digitale. |

## Asia

### Asia de Sud
| Țara sau teritoriul | Legalitate |
| ------------------- | --- |
| Bangladesh          | Ilegal În Septembrie 2014, Banca Centrală din Bangladesh a spus că „oricine este prins folosind monedă virtuală ar putea fi închiși în țară conform legilor stricte împotriva spălării de bani”. |
| India               | Legal (cu anumite restricții) Ministrul finanțelor, Arun Jaitley, a declarat în 2018 că guvernul va face tot ce este posibil pentru a întrerupe utilizarea de bitcoin sau alte monede virtuale în India pentru scopuri criminale sau ilegale. El a reiterat faptul că India nu recunoaște criptomonedele ca mijloc legal de plată, dar va încuraja tehnologia blockchain în sistemele de plăți.                                                                           |
| Nepal               | Ilegal În 13 august 2017 Banca Rastra din Nepal a declarat monedele bitcoin ca fiind ilegale. |
| Pakistan            | Legal (persoane fizice) / Ilegal (persoane juridice) Banca Centrală din Pakistan [SBP] a anunțat că bitcoin și alte monede sau jetoane virtuale sunt interzise în Pakistan. Pentru organizații și instituții acestea sunt interzise de către Banca Centrală din Pakistan. Pentru persoanele fizice, nu este nici legal, nici ilegal, iar acestea pot deține criptomonede pe propriul lor risc.                                                                            |
| Turkey              | Legal pentru tranzacționare și deținere / Interzicerea bancară și ilegală ca instrument de plată La 16 aprilie 2021, Banca Centrală a Republicii Turcia a emis un regulament care interzice utilizarea criptomonedelor, inclusiv bitcoin și alte astfel de active digitale bazate pe tehnologia registrului distribuit, direct sau indirect, pentru a plăti bunuri și servicii, citând posibile daune „ireparabile” și riscurile tranzacției începând cu 30 aprilie 2021. |